# Кубок Югославії з футболу
Ку́бок Югосла́вії з футбо́лу — національний кубковий турнір, з 1947 по 1991 роки проводив у Соціалістичній Федеративній Республіці Югославія. Також Кубок маршала Тіто. Другий за значимістю футбольний турнір країни, переможець якого брав участь у черговому розіграші європейського Кубка володарів кубків УЄФА. Проводився за олімпійською системою з вибуванням, причому найсильніші команди югославського чемпіонату починали грати в кубку на стадії 1/16 фіналу. До другої світової війни проводився турнір Кубок короля Олександра або ж Кубок югославського футбольного союзу. Після розпаду Югославії турнір з назвою Кубок Союзної Республіки Югославія проводився за часів існування Союзної Республіки Югославія, з 1992 по 2002 роки. 

## Фінали кубкаКоролівства Югославія(1923—1939)
Перший кубковий турнір Кубок югославського футбольного союзу (сербохорв. Kup Jugoslavenskog nogometnog saveza 1923) був проведений в 1923 році. Участь у змаганнях брали чотири провідних команди Загреба, а перемогу здобув ХАШК. З наступного року проводився турнір для збірних міст, що називався Кубок короля Олександра. Тричі перемогу святкувала збірна Загреба і одного разу збірна Белграду. 
| Рік  | Переможець    | Рахунок | Фіналіст           |
| ---- | ------------- | ------- | ------------------ |
| 1923 | ХАШК (Загреб) | 2 — 0   | Конкордія (Загреб) |
| 1924 | Загреб        | 3 — 2   | Спліт              |
| 1925 | Загреб        | 3 — 1   | Спліт              |
| 1926 | Загреб        | 3 — 1   | Белград            |
| 1927 | Белград       | 3 — 0   | Суботиця           |

У 1930 році в країні було проведено Федеральний кубок Югославського футбольного союзу, участь у якому брали команди, що не виступали у вищому дивізіоні. Переможцем змагань став клуб САНД (Суботиця). У 1934 році чемпіонат Югославії не було проведено через непорозуміння між клубами, тому 7 команд організували власне змагання, що носило неофіційну назву Кубок Семи. Перший турнір, з власне офіційною назвою кубок Югославії було проведено у 1936 році, але й це змагання не стало регулярним. У 1937—1938 і 1938—1939 роках розігрувався Зимовий кубок Югославії, що проводився під час зимової перерви у національному чемпіонаті. 
| Рік     | Переможець          | Рахунок         | Фіналіст            |
| ------- | ------------------- | --------------- | ------------------- |
| 1930    | САНД (Суботиця)     | 2 — 2, 2 — 1    | САШК (Сараєво)      |
| 1934    | БСК (Белград)       | Груповий турнір | Хайдук (Спліт)      |
| 1936    | Югославія (Белград) | 2 — 1, 4 — 0    | Граджянскі (Загреб) |
| 1937-38 | Граджянскі (Загреб) | 4 — 1, 2 — 2    | БСК (Белград)       |
| 1938-39 | Югославія (Белград) | 5 — 1, 0 — 0    | Славія (Сараєво)    |

## Фінали кубкаСФРЮ(1947—1991)
| Рік  | Переможець              | Рахунок                             | Фіналіст                  |
| ---- | ----------------------- | ----------------------------------- | ------------------------- |
| 1947 | Партизан (Белград)      | 2 — 0                               | Наша Крила (Земун)        |
| 1948 | Црвена Звезда (Белград) | 3 — 0                               | Партизан (Белград)        |
| 1949 | Црвена Звезда (Белград) | 3 — 2                               | Наша Крила (Земун)        |
| 1950 | Црвена Звезда (Белград) | 1 — 1, 3 — 0                        | Динамо (Загреб)           |
| 1951 | Динамо (Загреб)         | 2 — 0, 2 — 0                        | Войводина (Нови Сад)      |
| 1952 | Партизан (Белград)      | 6 — 0                               | Црвена Звезда (Белград)   |
| 1953 | БСК (Белград)           | 2 — 0                               | Хайдук (Спліт)            |
| 1954 | Партизан (Белград)      | 4 — 1                               | Црвена Звезда (Белград)   |
| 1955 | БСК (Белград)           | 2 — 0                               | Хайдук (Спліт)            |
| 1956 |                         | не проводився                       |                           |
| 1957 | Партизан (Белград)      | 5 — 3                               | Раднички (Белград)        |
| 1958 | Црвена Звезда (Белград) | 4 — 0                               | Вележ (Мостар)            |
| 1959 | Црвена Звезда (Белград) | 3 — 1                               | Партизан (Белград)        |
| 1960 | Динамо (Загреб)         | 3 — 2                               | Партизан (Белград)        |
| 1961 | Вардар (Скоп’є)         | 2 — 1                               | Вартекс (Вараждин)        |
| 1962 | ОФК (Белград)           | 4 — 1                               | Спартак (Суботиця)        |
| 1963 | Динамо (Загреб)         | 4 — 1                               | Хайдук (Спліт)            |
| 1964 | Црвена Звезда (Белград) | 3 — 0                               | Динамо (Загреб)           |
| 1965 | Динамо (Загреб)         | 2 — 1                               | Будучност (Титоград)      |
| 1966 | ОФК (Белград)           | 6 — 2                               | Динамо (Загреб)           |
| 1967 | Хайдук (Спліт)          | 2 — 1                               | Сараєво                   |
| 1968 | Црвена Звезда (Белград) | 7 — 0                               | Бор                       |
| 1969 | Динамо (Загреб)         | 3 — 3, 3 — 0 (в д. ч. в 1-му матчі) | Хайдук (Спліт)            |
| 1970 | Црвена Звезда (Белград) | 2 — 2, 1 — 0 (в д. ч. в 2-му матчі) | Олімпія (Любляна)         |
| 1971 | Црвена Звезда (Белград) | 4 — 0, 2 — 0                        | Слобода (Тузла)           |
| 1972 | Хайдук (Спліт)          | 2 — 1                               | Динамо (Загреб)           |
| 1973 | Хайдук (Спліт)          | 1 — 1, 2 — 1                        | Црвена Звезда (Белград)   |
| 1974 | Хайдук (Спліт)          | 1 — 0                               | Борац (Баня-Лука)         |
| 1975 |                         | не проводився                       |                           |
| 1976 | Хайдук (Спліт)          | 1 — 0 (д. ч.)                       | Динамо (Загреб)           |
| 1977 | Хайдук (Спліт)          | 2 — 0 (д. ч.)                       | Будучност (Титоград)      |
| 1978 | Рієка                   | 1 — 0 (д. ч.)                       | Трепча (Титова Митровиця) |
| 1979 | Рієка                   | 2 — 1, 0 — 0                        | Партизан (Белград)        |
| 1980 | Динамо (Загреб)         | 1 — 0, 1 — 1                        | Црвена Звезда (Белград)   |
| 1981 | Вележ (Мостар)          | 3 — 2                               | Железничар (Сараєво)      |
| 1982 | Црвена Звезда (Белград) | 2 — 2, 4 — 2                        | Динамо (Загреб)           |
| 1983 | Динамо (Загреб)         | 3 — 2                               | Сараєво                   |
| 1984 | Хайдук (Спліт)          | 2 — 1, 0 — 0                        | Црвена Звезда (Белград)   |
| 1985 | Црвена Звезда (Белград) | 2 — 1, 1 — 1                        | Динамо (Загреб)           |
| 1986 | Вележ (Мостар)          | 3 — 1                               | Динамо (Загреб)           |
| 1987 | Хайдук (Спліт)          | 1 — 1 (9-8 по пен.)                 | Рієка                     |
| 1988 | Борац (Баня-Лука)       | 1 — 0                               | Црвена Звезда (Белград)   |
| 1989 | Партизан (Белград)      | 6 — 1                               | Вележ (Мостар)            |
| 1990 | Црвена Звезда (Белград) | 1 — 0                               | Хайдук (Спліт)            |
| 1991 | Хайдук (Спліт)          | 1 — 0                               | Црвена Звезда (Белград)   |

## Переможці

### Під час СФРЮ (1947—1991)
- Црвена Звезда — 12
1948, 1949, 1950, 1958, 1959, 1964, 1968, 1970, 1971, 1982, 1985, 1990
- Хайдук — 9
1967, 1972, 1973, 1974, 1976, 1977, 1984, 1987, 1991
- Динамо З — 7
1951, 1960, 1963, 1965, 1969, 1980, 1983
- Партизан — 5
1947, 1952, 1954, 1957, 1989.
- ОФК Белград — 4
1953, 1955, 1962, 1966
- Вележ — 2
1981, 1986
- Рієка — 2
1978, 1979
- Борац — 1
1988
- Вардар — 1
1961

## Дивись також
- Кубок Союзної Республіки Югославія з футболу
- Кубок Сербії і Чорногорії з футболу
- Кубок Сербії з футболу